# Lulu Ziegler
Lulu Ziegler (18 de abril de 1903 – 14 de noviembre de 1973) fue una actriz y cantante de nacionalidad danesa. 

## Biografía
Su nombre completo era Karen Margrethe Maria Ziegler-Andersen, y nació en Sorø, Dinamarca. Debutó como actriz en 1926. Ziegler estaba entusiasmada con la política cultural de la Unión Soviética, por lo que estudió con Svend Methling en el Det Ny Teater, donde actuó por vez primera en 1930 encarnando a Jenny en Laser og Pjalter. Además, durante un tiempo trabajó para el Betty Nansen Teatret. 
Lulu Ziegler se casó con el director de escena Per Knutzon. Ambos artistas eran de ideas izquierdistas, por lo que trabaron amistad con el fugitivo Bertolt Brecht. En 1935 Ziegler participó en el estreno de la pieza de Brecht Die Rundköpfe und Spitzköpfe, que trataba sobre problemas de carácter racial. Más tarde fue Polly en Laser og Pjalter, obra representada en el Riddersalen, donde su esposo era director. Allí actuó en otras piezas como Op og ned med Jeppe, así como en revistas con textos de Poul Henningsen
A pesar de todo, Ziegler no destacó como actriz teatral, siendo el centro de su trayectoria la canción de género Vise. Entre sus espectáculos más conocidos figuran Ved kajen, Den sidste turist i Europa (escrito por Mogens Dam y Mandalay. Además, hizo numerosas grabaciones, y abrió un cabaret propio en 1940, que hubo de cerrar pasados unos años por las dificultades producidas por la Segunda Guerra Mundial. Durante una gira por Noruega en octubre de 1946, se publicó que la cantante había actuado para los militares noruegos durante más de un año, haciendo lo mismo para los prisioneros de ese país que retornaban de Alemania tras el final de la guerra. Ziegler también se involucró durante esa gira en contra del impuesto estatal del 20 % para los artistas extranjeros que el Storting había introducido en junio de 1946.
Ziegler trabajó en varios largometrajes, entre los cuales figuran Der var engang en vicevært (1937), Fireogtyve timer (1951) y Mig og Mafiaen (1973), además del cortometraje En hyldest til de gamle, eller: Satie i høj sø (1974).
Lulu Ziegler se casó tres veces, y fue madre del actor y director Lars Knutzon. Ella falleció en Copenhague, Dinamarca, en el año 1973, siendo enterrada en el Cementerio Søllerød.